# 999 (альбом)
999 — дебютный студийный альбом британской панк-рок-группы 999, выпущенный в марте 1978 года записывающей компанией United Artists Records. В него вошли синглы группы 1977 года «I'm Alive» («Quite Disappointing» на обороте) и «Nasty Nasty» («No Pity»). 25 марта 1978 года диск попал на 53 место UK Albums Chart , но выше не поднялся.

## Список композиций
Авторы всех песен, за исключением специально помеченных, — Nick Cash / Guy Days.

### Сторона А
1. «Me and My Desire» — 3:48
2. «Chicane Destination» — 2:43
3. «Crazy» — 3:39
4. «Your Number Is My Number» — 2:59
5. «Hit Me» — 2:56
6. «I’m Alive» (Cash/Days/Jon Watson) — 2:35

### Сторона В
1. «Titanic (My Over) Reaction» — 3:34
2. «Pick It Up» — 2:44
3. «Emergency» — 2:53
4. «No Pity» — 2:00
5. «Direct Action Briefing» — 2:21
6. «Nobody Knows» (Cash/Days/Pablo Labritain/Watson) — 3:14

### 2000 CD (бонус-треки)
1. «Quite Disappointing» — 2:11
2. «Nasty Nasty» — 2:03
3. «My Street Stinks» — 1:44

## Участники записи
- Nick Cash — гитара, вокал
- Guy Days — гитара, вокал
- Pablo Labritain — ударные
- Jon Watson — бас-гитара, вокал